# Iognogo
Iognogo é uma comuna rural da circunscrição de Cutiala, na região de Sicasso ao sul do Mali. Segundo censo de 1998, havia 3 895 residentes, enquanto segundo o de 2009, havia 5 700. A comuna inclui 3 vilas.